# Pöttyös utca (stanice metra v Budapešti)
Pöttyös utca je stanice budapešťského metra na lince M3, která leží v jižní části Budapešti. Stanice byla otevřena 29. března 1980. Stanice je hloubená, uložená 5,6 metrů pod povrchem, s bočními nástupišti.